# Trachelopachys ammobates
Espèce
Trachelopachys ammobates est une espèce d'araignées aranéomorphes de la famille des Trachelidae.

## Distribution
Cette espèce est endémique du Brésil. Elle se rencontre dans l'État de Rio de Janeiro et au Paraná .

## Description
Le mâle holotype mesure 6,47 mm et la femelle paratype 7,56 mm.

## Publication originale
- Platnick & Rocha, 1995 : On a new Brazilian spider of the genus Trachelopachys (Araneae, Corinnidae), with notes on misplaced taxa. American Museum Novitates, no 3153, p. 1-8 (texte intégral).